# Щёкотов, Николай Михайлович
Николай Михайлович Щёкотов (1884—1945) — русский и советский художник, искусствовед и музейный деятель.

## Биография

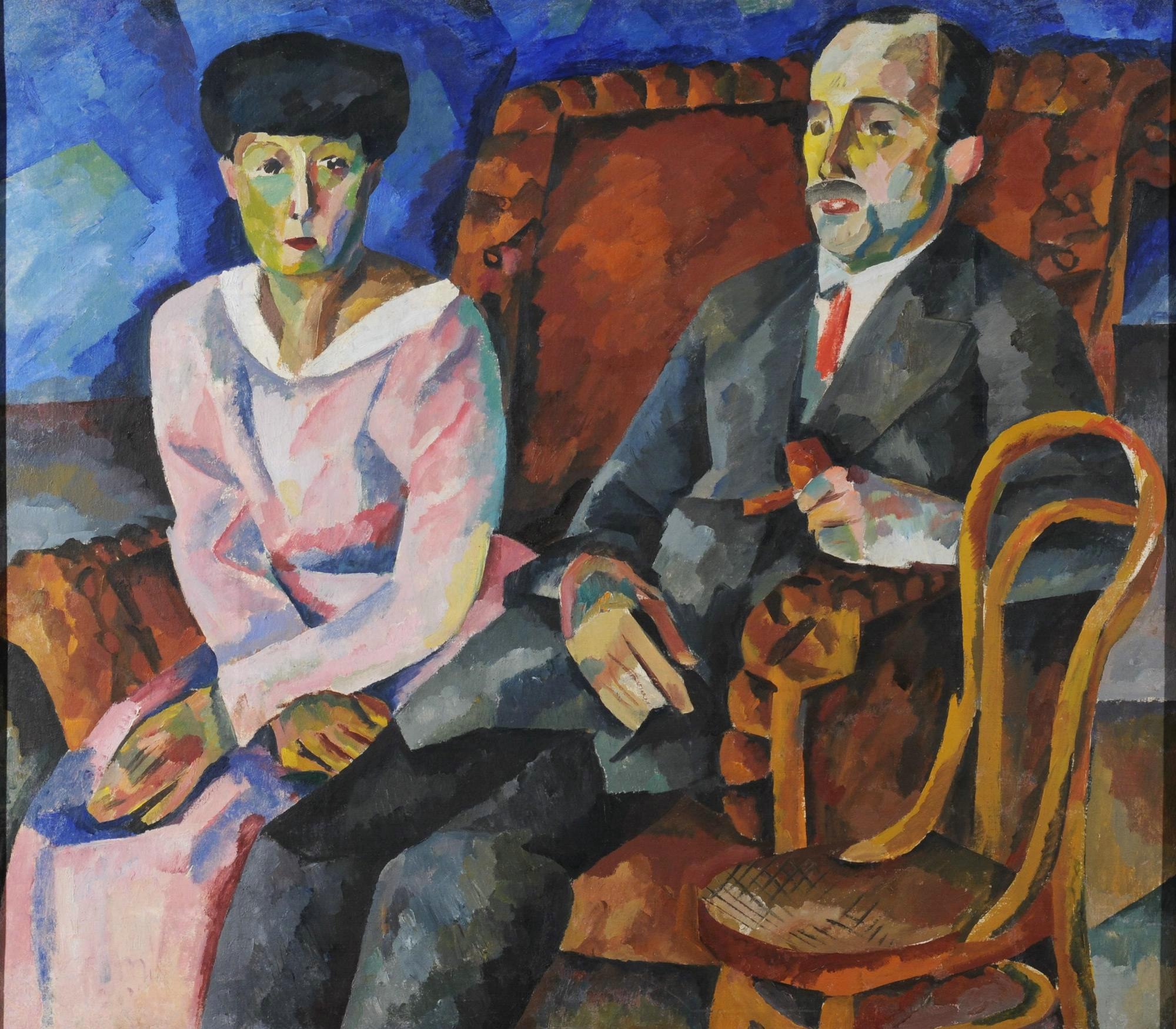
А. В. Лентулов. «Семейный портрет. Н. М. Щёкотов с женой» (1919)

Родился 18 мая (30 мая по новому стилю) 1884 году в Москве в семье Михаила Павловича Щекотова — почётного потомственного гражданина, работавшего в Московской городской управе.
В 1902—1908 годах Николай Щёкотов посещал лекции в Политехнической академии во Фридберге и Инженерном училище в Мангейме. В эти же годы путешествовал по Европе, побывал в Греции, Италии, Германии и Австрии. Увлёкся культурой и в 1910—1911 годах под руководством И. С. Остроухова начал изучать древнерусское искусство. Одновременно занимался живописью в школе К. Ф. Юона.
С началом Первой мировой войны был призван в армию, попал в плен и в 1914—1918 годах находился в плену в Германии. После окончания войны вернулся из плена и в 1918 году принял участие в работе организаций, возглавляемых искусствоведом, педагогом и музейным деятелем — И. Э. Грабарем. Был членом научно-художественного совета Государственной Третьяковской галереи, Всероссийской коллегии по делам музеев и охране памятников искусства и старины, Всероссийской комиссии по сохранению памятников древнерусской живописи, в частности, занимался охраной памятников Московского Кремля. Также Николай Михайловичи преподавал на курсах музееведения при отделе по делам музеев Народного комиссариата просвещения РСФСР. В 1920 по решению Музейного отдела Наркомпроса был направлен официальным представителем комитета в комиссию по охране памятников искусства и старины Троице-Сергиевой лавры.
В 1921 по 19 февраля 1923 года Н. М. Щёкотов был директором Исторического музея. 19 февраля 1923 года Щекотов предоставил в НарКомПрос заявление об увольнении в связи с Приговором Московского губернского суда по уголовному отделу от 15 февраля 1923 года. Щекотов был признан виновным в преступлении по ст.108 УК и приговорён к лишению свободы на 2 года. По амнистии, дарованной ВЦИК в ознаменование 4 и 5 годовщины Октябрьской революции, от наказания был освобождён. НарКомПрос восстановил его на посту директора Российского Исторического музея. Был директором до 1925 года.
В 1925—1926 годах — директор Государственной Третьяковской галереи. В 1923—1932 годах он был членом Ассоциации художников революционной России, писал. В 1946 году состоялась мемориальная выставка его работ. Также был автором работ о произведениях русской живописи рубежа XIX—XX веков и о советском искусстве.
До Первой мировой войны Щёкотов жил на улице Пресненской, 41; позднее имел квартиру в здании Государственного исторического музея на Красной площади, 2. Был женат. Художник А. В. Лентулов в 1919 году написал картину «Семейный портрет. Н. М. Щекотов с женой».
Умер 6 декабря 1945 года в Москве. Был кремирован, и урна с прахом находится в колумбарии Новодевичьего кладбища. В личных архивных фондах в государственных хранилищах СССР имеются документы, относящиеся к Н. М. Щёкотову.